# タロス・ザ・マミー/呪いの封印
『タロス・ザ・マミー/呪いの封印』（タロス・ザ・マミー/のろいのふういん、原題：Tale of the Mummy）は、1998年3月20日にベルギーより初公開されたアメリカ合衆国とイギリス合作のサスペンス・ホラー映画（PG-12）。ラッセル・マルケイ監督、ジェイソン・スコット・リー、ルイーズ・ロンバードが出演を担当する。
日本では1999年2月12日に劇場公開された。1999年4月2日にマクザムより日本語吹替版と字幕版の2つ形態のVHSが発売されており、1999年4月25日にハピネット・ピクチャーズよりDVDが発売されている。

## ストーリー
エジプトの王家の谷で探訪した考古学者リチャード・タークル博士は、3000年前の残虐非道な闇の王子タロスの墓を発見するが、同行した冒険家が制止を聞かずに封印を破り邪悪な力を解き放してしまったため、次々と発掘隊のメンバーが石化され博士も下半身を石化されてしまう。最後の力を振り絞り博士は石室を破壊したが、後世の人々はタークル博士が発狂して破壊したと思い込む。孫娘のサムは祖父の汚名を雪ごうとするが、包帯だけが残る石棺を運び込んだ大英博物館の夜間警備員が惨殺され内臓を持ち去られたのを皮切りに残酷猟奇な殺人事件が始まる。スコットランドヤードが捜査を進める中、アジア系のアメリカ人捜査官ライリーが割り込んで来る。

## キャスト
| 役名                     | 俳優                       | 日本語吹き替え |
| ------------------------ | -------------------------- | -------------- |
| ライリー刑事             | ジェイソン・スコット・リー | 古澤徹         |
| サム・タークル           | ルイーズ・ロンバード       | 深見梨加       |
| リチャード・タークル     | クリストファー・リー       | 佐々木敏       |
| ブラッドレー・コルテーゼ | ショーン・パートウィー     | 荒川太郎       |
| イディス・バトロス       | シェリー・デュヴァル       | 宮寺智子       |
| クレア                   | ライセット・アンソニー     | 深水由美       |
| マーカス                 | マイケル・ラーナー         | 品川徹         |
| バートン                 | ジャック・ダベンポート     | 山野井仁       |
| シエイ                   | オナー・ブラックマン       | 火野カチコ     |
| バーク                   | ジェラルド・バトラー       | 坂口賢一       |
| スチュアート             | ビル・トリーチャー         | 水野龍司       |
| ヤング                   | ロナン・ヴィバート         | 室園丈裕       |
| ナビル                   | クレイグ・スタウト         | 加勢田進       |
| ロスティン伯爵           | マーカス・ウェルビー       | 田中一永       |
| 客の女#1                 | -                          | 山門久美       |
| 男の子#1                 | -                          | 青山桐子       |
| 王女の家来#2             | -                          | 西前忠久       |

## 日本語版制作スタッフ
- 演出：松岡裕紀
- 吹替翻訳：芝谷真由美
- 字幕翻訳：太田直子
- 調整：金谷和美
- 制作担当：夏海佑実（エンジェルワークス）
- 日本語版制作：エンジェルワークス

## スタッフ
- 監督：ラッセル・マルケイ
- 製作：ダニエル・ジャクブ・スラデック、ジェフリー・ホワイト
- 製作総指揮：シルヴィオ・ムラグリア、ロメイン・シュローダー
- 原案：ラッセル・マルケイ、キース・ウィリアムス
- 脚本：ジョン・エスポジート、ラッセル・マルケイ、キース・ウィリアムズ
- 撮影：ガブリエル・ベリスタイン
- 音楽：ステファノ・マイネッティ
- 編集：アーメン・ミネイシアン
- 視覚効果：ウィリアム・メサ
- 美術：ブライス・ウォムスリー
- 衣裳デザイン：シンシア・デュモン